# Recursos hidrográficos de Palencia
La provincia de Palencia reúne en su territorio diferentes recursos hidrográficos, gestionados por la Confederación Hidrográfica del Duero.
| Provincia | Superficie Total (km²) | Superficie en la cuenca (km²) | Porcentaje provincia en la cuenca (%) |
| --------- | ---------------------- | ----------------------------- | ------------------------------------- |
| Palencia  | 8.029                  | 7.996                         | 99,59                                 |

Existe un Punto de muestreo en la Red de Vigilancia Radiológica Ambiental (RVRA), en Alar del Rey, en el río Pisuerga, denominado ADU05.

## Ríos, riachuelos, arroyos,...
| Ríos: - Río Pisuerga, río. - Río Carrión, río. - Río Franco, río. - Río Rivera, río completamente palentino. - Río Ivia, río. - Río Arauz, río. - Río Cardaño, río. - Río Burejo, río. - Río Valdecuriada, río. - Río Ucieza, río | - Río Valdavia, río. - Río Boedo, río. - Río Esgueva, río que transcurre por un único municipio. - Río Arlanza, río. - Río Ebro, río. Fuentes: - Fuente Miñán, desemboca en el río Ivia. - Fuente Lucía, desemboca en el río Ivia. - Fuente Colladina, desemboca en el río Ivia. | Arroyos: - Arroyo de Villalobón, arroyo. - Arroyo de Tejedo, arroyo. - Arroyo de Valdefuentes, arroyo. - Arroyo del Pico, rio intermitente. - Arroyo del Pico, rio intermitente. - Arroyo del Pico, arroyo. - Arroyo del Pico, rio intermitente. - Arroyo del Pico, arroyo. |

## Aguas minero medicinales
- Han sido declaradas y reconocidas como minero medicinales aguas en Bahillo, Velilla del Río Carrión y Villalafuente.

## Estanques y lagunas
- Laguna de Fuentes de Nava
- Pozo Oscuro
- Lago Curavacas
- Lago de Las Lomas
- Pozos del Ves
- Laguna de Fuentes Carrionas, nacimiento oficial del río Carrión.
- Covarrés, nacimiento oficial del río Pisuerga.
- Fuente Cobre, erróneo y antiguo nacimiento del río Pisuerga.
- Covalagua, nacimiento oficial del río Ivia.

## Construcciones artificiales
(canales de riego, estanques, lagunas o lagos artificiales)
- Canal de Castilla, canal de riego.
- Embalse de Cervera, embalse artificial.
- Embalse de Requejada, embalse artificial.
- Embalse de Camporredondo, embalse artificial.
- Pantano de Aguilar, embalse artificial.
- Embalse de Compuerto, embalse artificial.

## Rutas turísticas
- Ruta de los Pantanos, ruta turística por los pantanos palentinos.

## Espacios naturales
- Espacio Natural de Covalagua
- Parque natural Montaña Palentina
- Laguna de la Nava de Fuentes
- Espacio Natural de Las Tuerces

## Cotos de pesca
| Río Carrión: - Coto de Manquillos, coto especial. - Coto de Saldaña, coto especial. - Coto de Pino del Río, coto sin muerte. - Coto de Triollo, coto sin muerte. - Coto de Carrión, coto tradicional. - Coto de La Serna, coto tradicional. - Coto de Pineda, coto tradicional. - Coto de Velilla, coto tradicional. - EDS de Carrión, escenario deportivo social. - Celadilla del Río, coto de pesca libre. - Fresno-Villalba, coto de pesca libre. - Saldaña-Acera de la Vega, coto de pesca libre. - Tramo Río Carrión, coto de pesca sin muerte. | Río Pisuerga: - Coto de Alar del Rey, coto especial. - Coto de La Campesina 2, coto especial. - Coto de Mave, coto especial. - Coto de Quintanaluengos, coto sin muerte. - EDS de Ciprinidos, escenario deportivo social. - Coto de La Rinconada, coto de pesca libre. - Herrera de Pisuerga, coto de pesca libre. - La Cascajera, coto de pesca libre. - Tramo Río Pisuerga, coto de pesca sin muerte. | Otros ríos: - Río Arlanza: Coto de Palenzuela, coto intensivo. - Río Arauz: Coto de Arauz, coto sin muerte. - Río Cardaño: Coto de Cardaño, coto tradicional. - Río Rivera: Coto de Ventilla, coto tradicional. - Río Burejo: Herrera de Pisuerga, coto de pesca libre. - Río Ebro: Tramo Río Ebro, coto de pesca sin muerte. Canales de riesgo: - Canal de Castilla: La Dársena, coto de pesca libre. |